# Любов і кулі
Любов і кулі (англ. Love and Bullets) — американська короткометражна кінокомедія Роско Арбакла 1914 року.

## У ролях
- Чарльз Мюррей — Чарлі
- Мінта Дарфі — Мінні, дівчина Чарлі
- Едгар Кеннеді — аварійний ремонтник
- Уоллес МакДональд — секретар аварійного ремонтника
- Еліс Девенпорт — мама Мінні
- Роско ’Товстун’ Арбакл — актор у фільмі
- Чарльз Беннетт — режисер
- Біллі Гілберт — посланник
- Вільям Хаубер — поліцейський